# Robert Burbano Burbano
Robert Javier Burbano Burbano (Quevedo, Provincia de Los Rios, Ecuador; 27 de septiembre, de 1970) es un exfutbolista ecuatoriano que jugaba de mediocampista. Es padre del también futbolista Robert Burbano.

## Trayectoria
Debutó como futbolista profesional en el año 1989 en Deportivo Quevedo y se retiró jugando para el Caribe Junior en el año 2011, poniendole fin a su carrera profesional.

## Selección nacional
Fue internacional con la Selección sub-17 (bajo la dirección técnica de Dusan Draskovic) y con la Selección sub-23.
También representó a la Selección absoluta en competencias internacionales como las Eliminatorias sudamericanas para la Copa Mundial, además de amistosos internacionales.

## Clubes
| Club                      | País    | Año           |
| ------------------------- | ------- | ------------- |
| Deportivo Quevedo         | Ecuador | 1989          |
| Universidad Católica      | Ecuador | 1990 - 1992   |
| Liga de Quito (cedido)    | Ecuador | 1993          |
| Universidad Católica      | Ecuador | 1993          |
| Liga de Quito (cedido)    | Ecuador | 1994          |
| Universidad Católica      | Ecuador | 1994          |
| Liga de Quito (cedido)    | Ecuador | 1995          |
| Universidad Católica      | Ecuador | 1995          |
| Deportivo Cuenca (cedido) | Ecuador | 1996          |
| Universidad Católica      | Ecuador | 1996          |
| Deportivo Cuenca (cedido) | Ecuador | 1997          |
| Universidad Católica      | Ecuador | 1997          |
| Deportivo Quito (cedido)  | Ecuador | 1998          |
| Universidad Católica      | Ecuador | 1998          |
| El Nacional               | Ecuador | 1999 (cedido) |
| Universidad Católica      | Ecuador | 1999          |
| El Nacional               | Ecuador | 2000 - 2002   |
| Espoli (cedido)           | Ecuador | 2003          |
| El Nacional               | Ecuador | 2003          |
| Olmedo                    | Ecuador | 2004 - 2005   |
| Liga de Portoviejo        | Ecuador | 2006          |
| San Camilo                | Ecuador | 2007 - 2008   |
| Caribe Junior             | Ecuador | 2011          |